# 73955 Asaka
73955 Asaka este un asteroid din centura principală de asteroizi.

## Descriere
73955 Asaka este un asteroid din centura principală de asteroizi. A fost descoperit pe 22 octombrie 1997 la Saji de Observatorul din Saji. El prezintă o orbită caracterizată de o semiaxă mare de 3,14 ua, o excentricitate de 0,16 și o înclinație de 12,5° în raport cu ecliptica.